# Consejo Regional de O'Higgins
El Consejo Regional de la Región del Libertador General Bernardo O'Higgins, o simplemente CORE O'Higgins, es el consejo regional de la Región del Libertador General Bernardo O'Higgins y sirve como órgano de carácter normativo, resolutivo y fiscalizador, dentro del ámbito propio de competencia del Gobierno Regional de O’Higgins, encargado de hacer efectiva la participación de la ciudadanía regional y ejercer las atribuciones que la ley orgánica constitucional respectiva le encomienda. Su sede se encuentra en la ciudad de Rancagua.
Está integrado por 20 consejeros elegidos por sufragio universal en votación directa, de cada una de las 3 provincias de la región (13 por Cachapoal; 5 por Colchagua; y 2 por Cardenal Caro) que duran 4 años en sus cargos y pueden ser reelegidos. El consejo regional, por mayoría absoluta de sus integrantes en ejercicio, elige un presidente de entre sus miembros. La presidencia del consejo recae por ley en el Gobernador Regional, gracias a una reforma constitucional realizada el año 2020.

## Consejo Regional actual

Composición actual del Consejo Regional de O'Higgins (2025-2029).
Oposición (12):
UDI
RN
PRep
Oficialismo (7):
PS
PPD
FA
FREVS
PDC
Sin coalición
Demócratas

El Consejo Regional para el periodo 2025-2029 está conformado por:
- Cachapoal I (Rancagua)
  - Juan Carlos Mackay Jarpa (PRep)
  - Pedro Hernández Garrido (UDI)
  - Germán Arenas Sáez (FA)
  - Claudio Schmincke Martínez (PRep)
  - Mauricio Valderrama Álvarez (PS)
- Cachapoal II
  - Pedro Bustamante Donoso (PRep)
  - Jacqueline Jorquera Reinoso (PS)
  - Alex Ramírez Ortiz (Ind.-PPD)
  - Rosa Zacconi Quiroz (Demócratas)
  - Deysi Navarro Padilla (Ind.-UDI)
  - Lucía Muñoz Sandoval (RN)
  - Manuel Morales Burgos (PRep)
  - Miguel Riveros Landaeta (PDC)
- Colchagua
  - Gerardo Contreras Jorquera (RN)
  - María Margarita Henríquez González (PS)
  - Edgardo Vargas Bolbarán (PRep)
  - Sebastián Rocha Medina (UDI)
  - Alejandro Díaz Correa (Ind.-FRVS)
- Cardenal Caro
  - Jorge Vargas González (Ind.-UDI)
  - José González Pino (Ind.-UDI)

## Listado de consejeros regionales

### 2022-2025

Composición del Consejo Regional de O'Higgins (2022-2025).
Chile Vamos (9):
UDI
RN
EVOP Socialismo Democrático (4):
PS
PPD Apruebo Dignidad (4):
PCCh
RD
FREVS Sin coalición
PDC
PDG
PRO

Los consejeros regionales de O'Higgins, para el período 2022-2025, son:
- Cachapoal I (Rancagua)
  - Pedro Hernández Garrido (UDI)
  - Paula Muñoz Carrasco (PDG)
  - Germán Arenas Sáez (FA)
  - Lennin Arroyo Vega (RN)
  - Mauricio Valderrama Álvarez (PS)

- Cachapoal II
  - Eugenio Bauer Jouanne (UDI)
  - Sebastian Maturana Silva (RN)
    - Reemplaza a Edinson Toro Rojas (RN)

  - Julia Espinoza Carrasco (Ind./PRO)
  - Jacqueline Jorquera Reinoso (PS)
  - Evelyn Echagüe Pavez (Ind)
    - Reemplaza a Juan Pablo Díaz Burgos (PDC)

  - Mario Gálvez Palma (Ind./FRVS)
    - Reemplaza a Esteban Valenzuela van Treek (FRVS)

  - Ana Luz González Palma (PCCh)
  - Alex Ramírez Ortiz (Ind./PPD)

- Colchagua
  - Mauricio Donoso Pavez (PRep) 
    - Reemplaza a Yamil Ethit Romero (UDI) (renunció en 2023)

  - Cristina Marchant Salinas (Ind./PS)
  - Gerardo Contreras Jorquera (RN)
  - Natalia Tobar Morales (Evópoli)
  - Luis Silva Sánchez (Ind./UDI)

- Cardenal Caro
  - Jorge Vargas González (UDI)
  - Ariel Valenzuela Fuenzalida (Ind./FRVS)
    - Reemplaza a Tamara Monroy Villar (FA) (renuncia en 2024)

### 2018-2022
Los consejeros regionales de O'Higgins, para el período 2018-2022, son:
- Cachapoal I (Rancagua)
  - Germán Arenas Sáez (RD)
  - Emiliano Orueta Bustos (RN) (marzo-agosto de 2018)
  - Monserrat Gallardo Contreras (RN) (desde agosto de 2018)[4]
  - Felipe García-Huidobro Sanfuentes (UDI)
  - Juan Ramón Godoy Muñoz (PS)
- Cachapoal II
  - Edinson Toro Rojas (RN)
  - Johanna Olivares Gribbell (RN)
  - Eugenio Bauer Jouanne (UDI) Presidente 2020-2022
  - Jacqueline Jorquera Reinoso (PS)
  - Juan Pablo Díaz Burgos (DC)
  - Fernando Verdugo Valenzuela (PR)
- Colchagua
  - Luis Silva Sánchez (Ind.)
  - Gerardo Contreras Jorquera (RN)
  - Pablo Larenas Caro (DC)
  - Carla Morales Maldonado (RN) (Presidenta 2018-2020)
- Cardenal Caro
  - Jorge Vargas González (Ind. UDI)
  - Bernardo Cornejo Cerón (DC)

### Consejo Regional 2014-2018
El Consejo Regional para el periodo 2014-2018 estaba compuesto por:
| Lista | Nombre                            | Partido Político                | Pacto                    | Votos  | Circunscripción |
| ----- | --------------------------------- | ------------------------------- | ------------------------ | ------ | --------------- |
| J     | Felipe García-Huidobro Sanfuentes | Unión Demócrata Independiente   | Alianza                  | 9.839  | Cachapoal I     |
| J     | Emiliano Orueta Bustos            | Renovación Nacional             | Alianza                  | 7.578  | Cachapoal I     |
| G     | Cecilia Villalobos Cartes         | Partido por la Democracia       | Nueva Mayoría por Chile  | 6.279  | Cachapoal I     |
| K     | Manuel Barrera Bernal             | Partido Socialista              | Nueva Mayoría para Chile | 5.647  | Cachapoal I     |
| K     | Juan Pablo Díaz Burgos            | Demócrata Cristiano             | Nueva Mayoría para Chile | 11.597 | Cachapoal II    |
| J     | Eugenio Bauer Jouanne             | Unión Demócrata Independiente   | Alianza                  | 11.269 | Cachapoal II    |
| G     | Francisco Parraguez Leiva         | Independiente                   | Nueva Mayoría por Chile  | 10.554 | Cachapoal II    |
| K     | Oscar Ávila Méndez                | Partido Socialista              | Nueva Mayoría para Chile | 7.702  | Cachapoal II    |
| G     | Fernando Verdugo Valenzuela       | Partido Radical Socialdemócrata | Nueva Mayoría por Chile  | 7.680  | Cachapoal II    |
| J     | Johanna Olivares Gribbell         | Renovación Nacional             | Alianza                  | 6.453  | Cachapoal II    |
| K     | Bernardo Cornejo Cerón            | Demócrata Cristiano             | Nueva Mayoría para Chile | 4.871  | Cardenal Caro   |
| J     | Gustavo Rubio Mori                | Renovación Nacional             | Alianza                  | 4.088  | Cardenal Caro   |
| J     | Mauricio Donoso Arellano          | Independiente                   | Alianza                  | 8.368  | Colchagua       |
| K     | Pablo Larenas Caro                | Demócrata Cristiano             | Nueva Mayoría para Chile | 7.332  | Colchagua       |
| J     | Carla Morales Maldonado           | Renovación Nacional             | Alianza                  | 7.118  | Colchagua       |
| G     | Cristina Marchant Salinas         | Independiente                   | Nueva Mayoría por Chile  | 5.341  | Colchagua       |

### Reemplazos
- Cachapoal
  - Oscar Ávila Méndez (PS)
    - Mario Gálvez Palma (PS)(2016-2018)[6]

  - Francisco Alejandro Parraguez Leiva (IC)
    - Luis Díaz Solis (PPD) (2016-2017)[6]

- Colchagua
  - Mauricio Donoso Arellano (IND)
    - Gustavo Valderrama Calvo (UDI) (2016-2018)[6]